# Пака (вулкан)
Пака (на английски и на суахили: Paka, Pakka) е спящ щитовиден вулкан, разположен на рифта Грегъри в Кения, който влиза в състава на Източноафриканската рифтова зона. Той е част от голямата вулканичната верига по този разлом, простиращ се от Джибути до Мозамбик. При изучаване на разседа в Кения е уточнено, че само 4 от намиращите се тук вулкани проявяват някаква активност. Това са Лонгонот, Сусва, Мененгай и Пака.
Вулканът се намира почти на екватора, на 20 km североизточно от езерото Богория и в близост до угасналия вулкан Короси. Вулканичният му експлозивен индекс е „С“, тъй като не може да се определи с точност степента на най-силната му ерупция, но като следствие от нея се наблюдава колапс на калдерата. Името на вулкана Пака на суахили означава котка.

## Описание и параметри
Вулканът се издига на 1697 m над морското ниво и на 800 m над равнината на запад от него и заема площ от 280 km2. Щитът има овална форма с диаметър в основата 18 – 25 km. Калдерата е почти кръгла с диаметър малко над 1,5 km. Тясна ивица от северния ѝ ръб е разрушена от потоците лава, излели се в тази посока след нейното формиране. На външния югоизточен ръб на калдерата се намира най-големият кратер на вулкана с елипсовидна форма и диаметър 0,5 – 1 km, в който се издига конус от пемза. По южните склонове се забелязват следи от избухване на базалтова лава от по-нововъзникнали фисури, която се е разляла в равнината между Пака и вулкана Короси. Трите най-малки пирокластитни конуса на североизточния склон вероятно са само на няколкостотин години. Петте най-големи конуса носят имената Jamakatan, Kasakat hill, Katalim, Mundi и Muruese, а единственият лавов купол се нарича Cheptomas. В калдерата и по северните склонове се наблюдава повърхностна геотермална активност.
Пака е заобиколен от няколко малки вулканични центъра, свързани с основния вулкан с поредица от базалтови и трахитни конуси и еруптивни фисури.

## Формиране
Изригванията на вулкана започват през Плейстоцена с изграждане на лавов щит, като на западната му страна се издигат няколко конуса от химически циментирани вулканични туфи. Големи части от щита се покриват с туфи от пемза и застинали в тях агломерати. Изригването на големи обеми от трахитни пирокластични скали около края на Плейстоцена и началото на Холоцена оформя в северозападната част на върха било от пирокластични конуси. Разпадането на тази зона формира калдерата на вулкана и свързаните с нея малки кратери. Процесът предизвиква пропадане на дъното ѝ с около 200 m надолу. Серия от потоци трахитна лава с висок вискозитет избухва през цепнатини в ниската част на склоновете.
Последното изригване на Пака, за което се предполага, че е станало през 7550 г. пр.н.е. ± 1000 години, произвежда базалтов слой в калдерата, а потоци базалтова лава потичат по склоновете от двете страни на вулкана по линията, преминаваща през калдерата, в посока североизток-югозапад.

## Геология
Наслагването на вулканичните материали на пластове по склоновете от най-стари към по нови се редуват по следния начин – най-отдолу е наслоен трахит, следван от базалт, отново трахит, базалт и пирокластични депозити. След формирането на калдерата в нея се наслоява трахитна лава и над нея такава, съдържаща базалт, който се състои от ортоклаз, оливин, апатит и непрозрачни оксиди. Забелязва се поредица от потоци протекла по склоновете лава от последния тип.
Преобладаващите скални масиви са образувани от по-нови и по-тънки трахитни разливи. Те се изливат както от основния кратер, така и от множество сателитни центрове по източните и южните склонове. Съдържат до 30% фелдшпатни фенокристали и голямо количество содалитни кристали. По-рядко се срещат фенокристали от алкални пироксени и зонирани обособени егирин, авгит и енигматит. Още по-рядко се срещат арфведсонит и нефелин. Част от пластовете са заети от пикритов базалт с високо съдържание на оливин.
Върхът и голяма част от северните и западни склонове са покрити с трахитни пирокластични депозити. На върха те се състоят от силно споени стъкловидни зони от туфи и брекчи, както и от агломерати и лапили от пемза. По останалите склонове се наблюдават слабо свързани туфи от пемза, както и тънки зони от споени бели туфи и пирокластични брекчи.

## Съвременно състояние
Сателитните снимки през последното десетилетие показват, че височината на планината е нараснала с няколко сантиметра. Тези малки промени, които не се забелязват с просто око, са открити от сложния сателитен радар InSAR. Изучавайки сателитните снимки, учените от Европейската космическа агенция установяват, че за периода от 2006 до 2007 година, само за 9 месеца, вулканът е пораснал с 21 cm. Това нарастване е предшествано от временно повдигане, а след това и пропадане на втори източник, свързан с потоците магма под вулкана чрез подземна система от канали. Като цяло тези събития са краткотрайни и по-скоро епизодични, което говори за кратковременно пулсиране на магмата под земната кора. Предполага се, че се дължи на неголяма хоризонтална пукнатина на дълбочина 2 – 5 km и е доказателство за активна магмена система във вътрешността на вулкана.